# 鹿の子餅

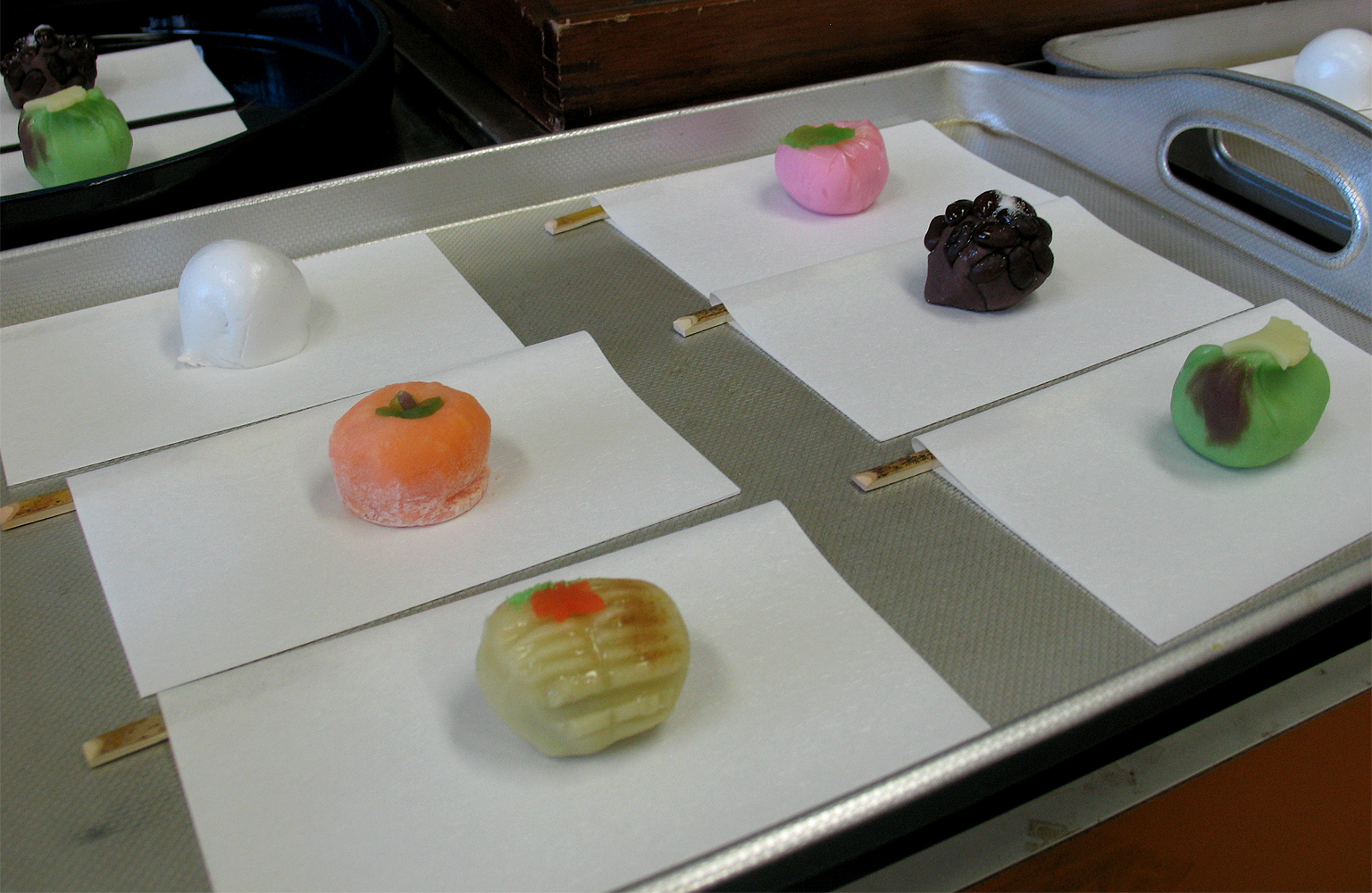
右手奥から2番目の菓子が鹿の子である

鹿の子餅（かのこもち）は、和菓子の一種。略して鹿の子とも呼ばれる。
鹿の子は3から4層の構造になる。まず餅、求肥、羊羹のうちどれかを芯とし、そのまわりに餡をつける。できた餡玉に鹿の子豆と呼ばれる形の整った豆の蜜漬けを外側に隙間なくつけて完成する。最後につやを出すため寒天につけることもある。
鹿の子豆に使われる豆は小豆や金時豆、うずら豆やうぐいす豆などがある。鹿の子豆は硬めで形の整ったものであれば豆でなくてもよく、栗を使った栗鹿の子も一般的で、長野県小布施町などの名物となっている。また、白いんげんを鹿の子豆に使ったものは京鹿の子と呼ばれることがある。小豆の場合は小倉野という名でも呼ばれる。
鹿の子という名の由来は、整った粒が隙間なく並ぶさまが鹿の背の斑点を思わせることからつけられた。鹿の子がはじめて作られたのは宝暦年間で、江戸の人形町にあったエビス屋という和菓子屋から売り出されたが、この店は嵐音八という役者の実家であり、役者手製の餅菓子として評判を呼び全国に広まったというその後、芯に餅の代わりに求肥や羊羹を用いることも行われるようになった。
なお、富山県高岡市の銘菓に上記とは別の「鹿の子餅」がある。糯米と砂糖を練った羽二重餅に卵白を合わせ、金時豆の蜜漬けを散らして四角く成形したもので、やはり金時豆の有様が鹿の子の背の斑点を思わせることから名づけられている。